# Lander Loockx
Lander Loockx, né le 25 avril 1997 à Louvain, est un coureur cycliste belge. Spécialiste du cyclo-cross, il court également sur route.

## Biographie
En 2015, Lander Loockx se classe troisième du championnat de Belgique de cyclo-cross juniors (moins de 19 ans). Il participe au championnat du monde, où il termine vingt-troisième chez les juniors. En 2018, il remporte sa première course de cyclo-cross chez les élites à Stadl-Paura, en Autriche. En 2019, il est vice-champion de Belgique de cyclo-cross espoirs, terminant à plus d'une minute de Timo Kielich.
Pour la saison de cyclo-cross 2019-2020, il rejoint l'équipe de cyclo-cross Deschacht-Group Hens-Maes Containers. En mai 2022, il gagne au sprint la troisième étape du Triptyque ardennais.
En 2023, il s'illustre sur route au sein de l'équipe Deschacht-Hens-Maes Containers. Il remporte le prologue du Tour de Haute-Autriche et termine huitième du général. Il se classe également troisième du Province Cycling Tour et quatrième de la Brabant Wallon Classic. En octobre de la même année, il rejoint l'équipe TDT-Unibet, qui obtient un statut d'UCI ProTeam en 2024. Il annonce se concentrer davantage sur la route. Ses meilleurs résultats lors de sa première saison complète sur route sont une sixième place au classement général du Tour de Turquie et une huitième place au classement général du Tour de Norvège. Il remporte la première victoire de sa nouvelle équipe en 2025 lors de Paris-Camembert. Il se classe ensuite deuxième et troisième d'étapes du Tour de Turquie.

## Palmarès sur route

### Par années
- 2022
  - Triptyque ardennais :
    - Classement général
    - 3e étape

  - Kampioenschap van het Waasland
  - Romsée-Stavelot-Romsée
- 2023
  - Prologue du Tour de Haute-Autriche
  - 2e de Bruxelles-Zepperen
  - 3e de Romsée-Stavelot-Romsée
  - 3e du Province Cycling Tour
- 2025
  - Paris-Camembert

### Classements mondiaux
| Année                                 | 2021  | 2022  | 2023  | 2024 |
| ------------------------------------- | ----- | ----- | ----- | ---- |
| Classement mondial                    | 2339e | 2475e | 1436e | 338e |
| UCI Europe Tour                       | 1561e | 1513e | 966e  | nc   |
|                                       |       |       |       |      |
| Légende : nc = non classéSource : UCI |       |       |       |      |

## Palmarès en cyclo-cross
| - 2014-2015 - Champion du Brabant flamand de cyclo-cross juniors - 3e du championnat de Belgique de cyclo-cross juniors - 2015-2016 - Champion du Brabant flamand de cyclo-cross espoirs - 2016-2017 - 2e du championnat du Brabant flamand de cyclo-cross espoirs - 2017-2018 - Champion du Brabant flamand de cyclo-cross espoirs - 2018-2019 - Int. Radquerfeldein GP Lambach/Stadl-Paura, Stadl-Paura - Trophée des AP Assurances espoirs #7, Bruxelles - 2e du Trophée des AP Assurances espoirs - 2e du championnat de Belgique de cyclo-cross espoirs - 9e de la Coupe du monde espoirs - 2019-2020 - Jingle Cross #1, Iowa City - Grand Prix Trnava, Trnava | - 2020-2021 - Toi Toi Cup #2, Holé Vrchy - Grand Prix Trnava, Trnava - Grand Prix Podbrezová, Podbrezová - 6e de l'EKZ CrossTour - 2021-2022 - Coupe de Slovaquie #2, Grand Prix Podbrezová, Podbrezová - Coupe d'Espagne #2, Laudio - 2022-2023 - OZ Cross Fayetteville, Fayetteville - 7e du X²O Badkamers Trofee - 2023-2024 - Querfeldrhein - Gravel Und Cross-Festival Düsseldorf, Düsseldorf - Cyclo-cross International d'Auxerre, Auxerre - 2024-2025 - Swiss Cyclocross Cup #1, Steinmaur - Grand Prix Garage Collé, Pétange |  |